# سیندی لدبتر
سیندی لِدبتر (انگلیسی: Cindy Leadbetter؛ ‏ ۱۵ ژوئن ۱۹۵۵) بازیگر و مدل پیشین اهل ایالات متحده آمریکا بود. وی بین سال‌های ۱۹۷۸ تا ۱۹۸۵ میلادی فعالیت می‌کرد و از اواخر دههٔ ۱۹۷۰ میلادی ساکن ایتالیا بود.
از فیلم‌هایی که وی در آن نقش داشته است، می‌توان به همان دریا، همان ساحل، بیست‌ساله بودن، امانوئل و آخرین آدم‌خواران، بانوی تنها، ماجراهای هرکول، خون سرخ، جنگ ستارگان ورای بعد سوم و بازی‌های عاشقانه سیندی اشاره کرد.